# Bumblebee Man
Bimanden er en fiktiv person i The Simpsons-universet. Han er klædt i et bikostume og taler altid spansk.
Han har sit eget tv promgram vor han altid er uheldig han har også har udgivet bånd hvor han lærer folk at tale spansk.
Hans stemme er indtalt af Hank Azaria.